# Костино (Болгарія)
Ко́стино (болг. Костино) — село в Кирджалійській області Болгарії. Входить до складу общини Кирджалі.

## Населення
За даними перепису населення 2011 року у селі проживали 256 осіб.
Розподіл населення за віком у 2011 році:
Динаміка населення: